# Параскева Гардић Ђокић
Параскева Гардић Костић, пореклом из Лесковца, била је прва учитељица Краљевске основне школе у Медвеђи која је почела са радом крајем 1888. године.

## Биографија
Параскева Гардић Костић, рођена је у 1870. године у Лесковцу. Стално је носила стару варошку ношњу, либаде и фес, косу завијену у пунђу. Била је 35 година у Јабланици и Пустој реци пионир и утемељивач просвете и народног просвећења.
Удала се за Љуба Гардића, службеника Јабланичког среза, вратила се 1894. у Лебане где је радила у основној школи до 1908. године када је премештена у Медвеђу. Службовала је и у Бојнику, Лапотинцу и Доњем Коњувцу. Велики број првих генерација основаца стекао је образовање и васпитање код ње.
Била је припадник Јабланичког четничког покрета и учесник Топличког устанка 1917. године. Сашила је српску заставу и поклонила је капетану прве класе Милинку Влаховићу, команданту Јабланичког комитског одреда, приликом ослобађања Лебана. До устанка илегално је радила за комитски покрет: обављала је курирску дужност, слала извештаје о Бугарима у Лебану, санитетски материјал, лекове, новац и дуван. Са Светозаром Поповићем, председником лебанске општине, и Магдаленом Г. Николић организовала је привремену болницу за лечење рањеника.
После пропасти топличког устанка Бугари су је ухапсили у Лебану. Задржали су је у лебанском затвору до суђења са устаницима. Осуђена је на смрт стрељањем. Пре извршења казне, бугарске власти прислино су довели Лебанчане на десну обалу реке Јабланице да посматрају стрељање. У међувремену стигло је помиловање од више бугарске команде па је Параскева после другог саслушања, премлаћивања и мучења пуштена, али је држана под присмотром.
Светозар Поповић и Магдалена Николић спроведени су у Лесковац и стрељани у Араповој долини.
За заслуге у Топличком устанку Параскева је одликована Орденом Светог Саве. Умрла је 1925. године и сахрањена је на Лебанском гробљу.
Њен син Миодраг Гардић је био један од првих преводилаца са шпанског језика и дуго једини преводилац Лорке у Југославији. Умро је 1963. у Београду.